# Кастельянос, Виктор
Виктор Мануэль Кастельянос Барриос (исп. Víctor Manuel Castellanos Barrios; 20 апреля 1934, Гватемала — 21 февраля 1999, Гватемала) — гватемальский спортивный стрелок. Участник летних Олимпийских игр 1968 и 1972 годов, чемпион Панамериканских игр 1971 года, серебряный призёр Центральноамериканских и Карибских игр 1970 года.

## Биография
Виктор Кастельянос родился 20 апреля 1934 года в гватемальском городе Гватемала.
В 1968 году вошёл в состав сборной Гватемалы на летних Олимпийских играх в Мехико. В стрельбе из скорострельного пистолета с 25 метров занял 33-е место, выбив 578 очков и уступив 15 очков завоевавшему золото Юзефу Запендзкому из Польши.
В 1970 году завоевал серебряную медаль Центральноамериканских и Карибских игр в Панаме в стрельбе из скорострельного пистолета с 25 метров.
В 1971 году завоевал золотую медаль Панамериканских игр в Кали в стрельбе из скорострельного пистолета с 25 метров.
В 1972 году вошёл в состав сборной Гватемалы на летних Олимпийских играх в Мюнхене. В стрельбе из скорострельного пистолета с 25 метров занял 50-е место, выбив 567 очков и уступив 18 очков победителю Юзефу Запендзкому из Польши. Был знаменосцем сборной Гватемалы на церемонии открытия Олимпиады.
Умер 21 февраля 1999 в городе Гватемала.